# Kościół Matki Bożej Królowej Świata w Kłodkowie
Kościół Matki Bożej Królowej Świata w Kłodkowie – katolicki kościół filialny zlokalizowany we wsi Kłodkowo w gminie Trzebiatów, w powiecie gryfickim (województwo zachodniopomorskie). Jest filią parafii Niepokalanego Poczęcia Najświętszej Maryi Panny w Górzycy.

## Historia i architektura
Kościół, murowany z kamienia i cegły, wzniesiony został w 1492 roku. Jest budowlą salową, orientowaną, rozplanowaną na rzucie prostokąta. Od strony zachodniej posiada wolnostojącą drewnianą wieżę, dostawioną w XVII wieku. W 2. połowie XIX wieku i w 1903 roku dokonano przebudów kościoła. Po II wojnie światowej został poświęcony jako świątynia katolicka w dniu 29 czerwca 1950 roku.
Wschodnia i zachodnia elewacja budowli zwieńczona jest szczytem, ozdobionym blendami i sterczynami. Świątynia kryta jest dachem z ceramicznej dachówki. Wieża, sytuowana na planie kwadratu, jest odeskowana i zwieńczona ośmiobocznym hełmem krytym blachą. Od południowego zachodu do kościoła dostawiona została w XIX wieku przybudówka, pełniąca rolę zakrystii.
Wnętrze kościoła nakrywa drewniany, belkowany strop. W lewej części prezbiterium zachowała się XVI-wieczna drewniana ambona, wsparta na słupie, z baldachimem i zapleckiem. Nad wejściem znajduje się drewniana, XIX-wieczna empora chórowa. Na wewnętrznych drzwiach kościoła znajdują się XIV-wieczne okucia, będące najstarszym zachowanym przykładem sztuki kowalskiej na zachodnim Pomorzu.

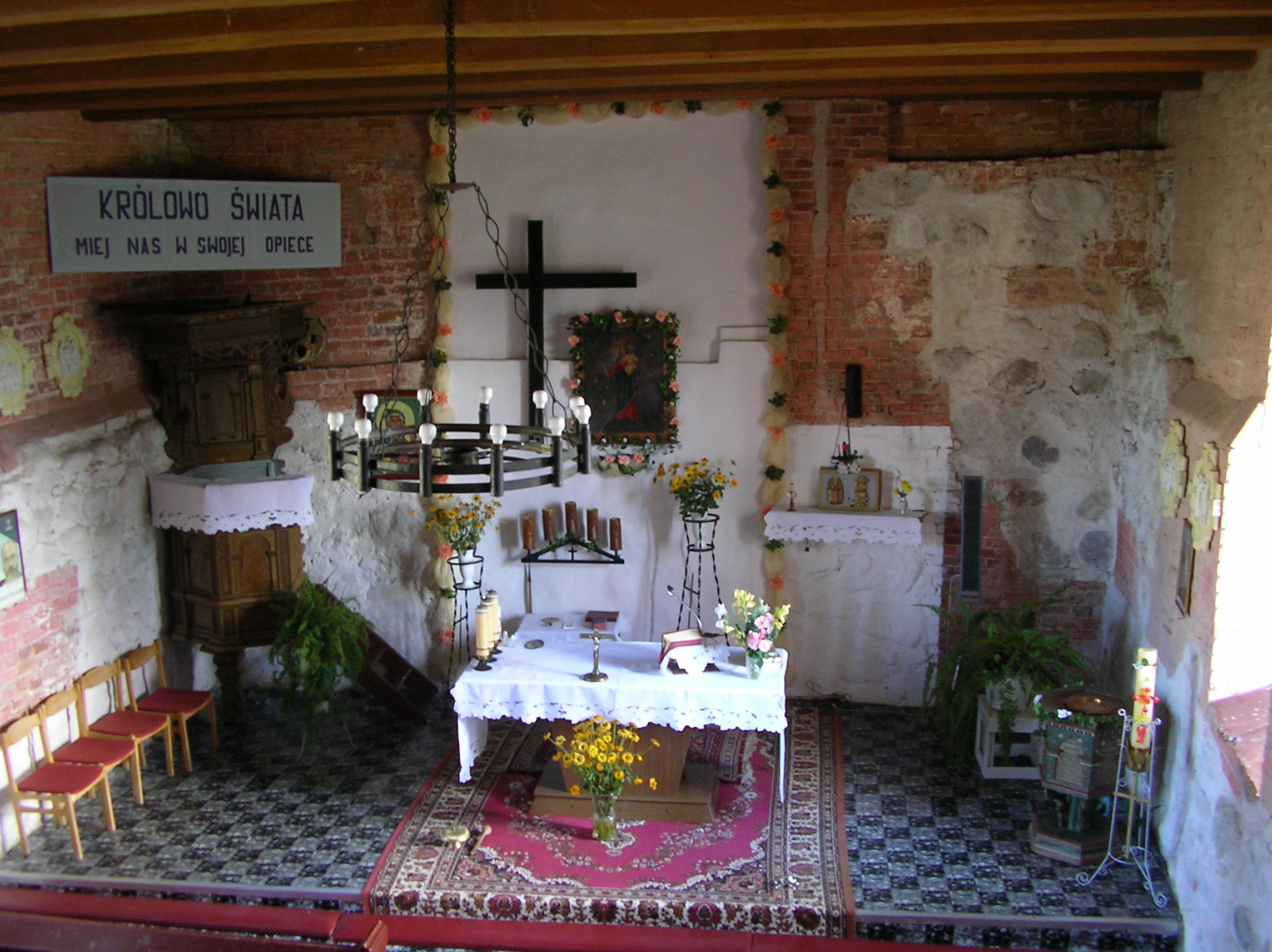
Prezbiterium
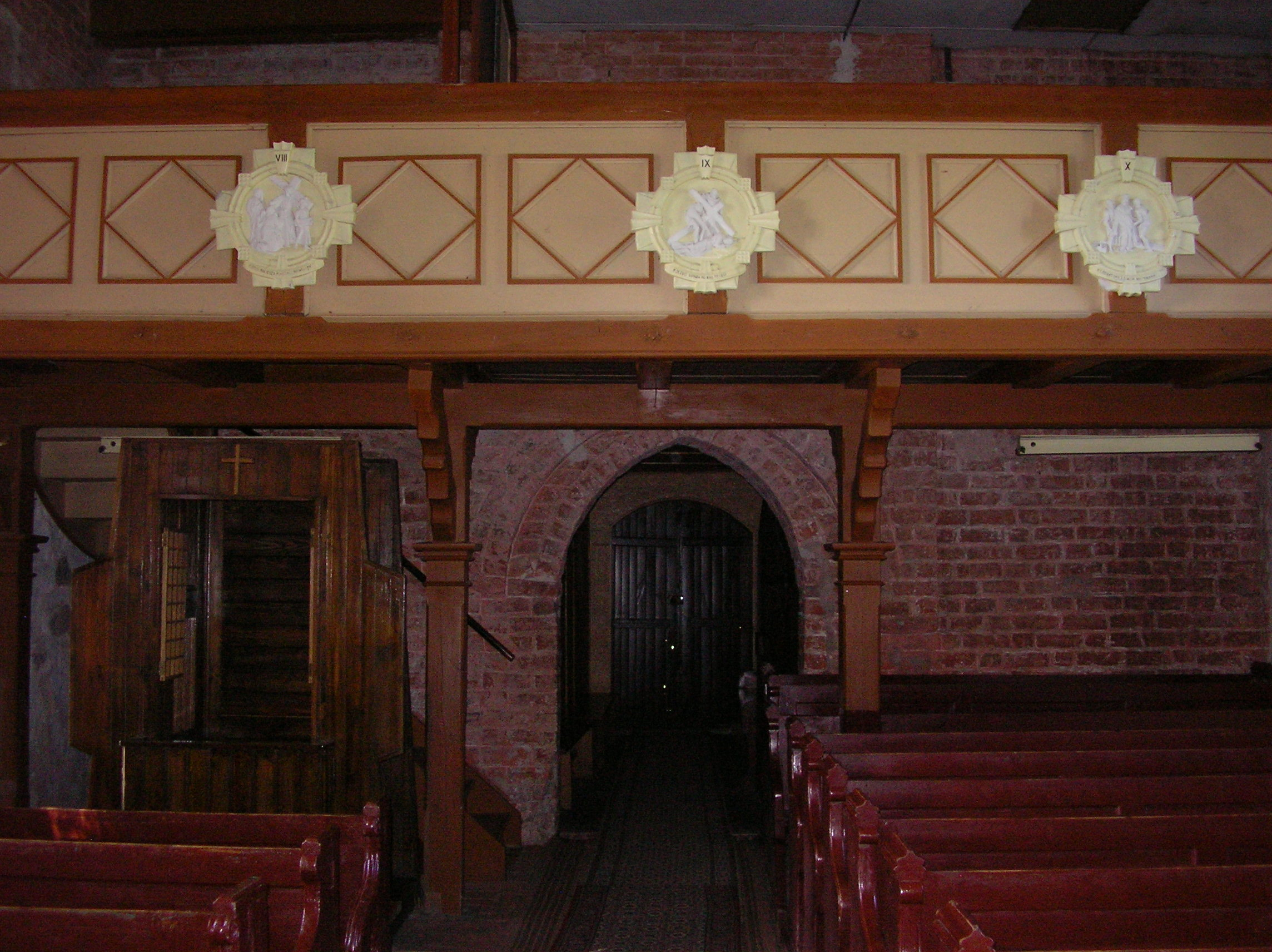
Empora
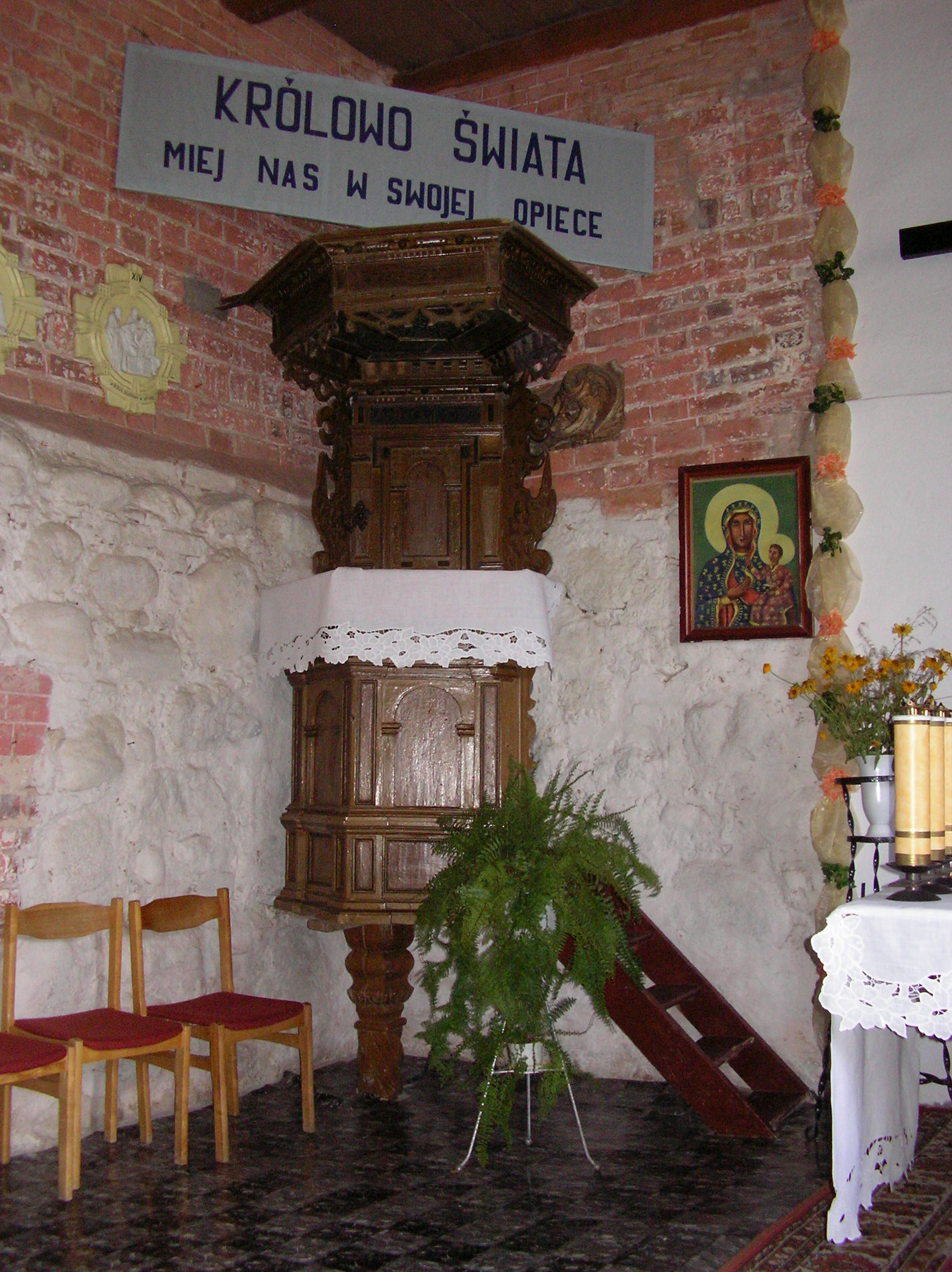
Ambona
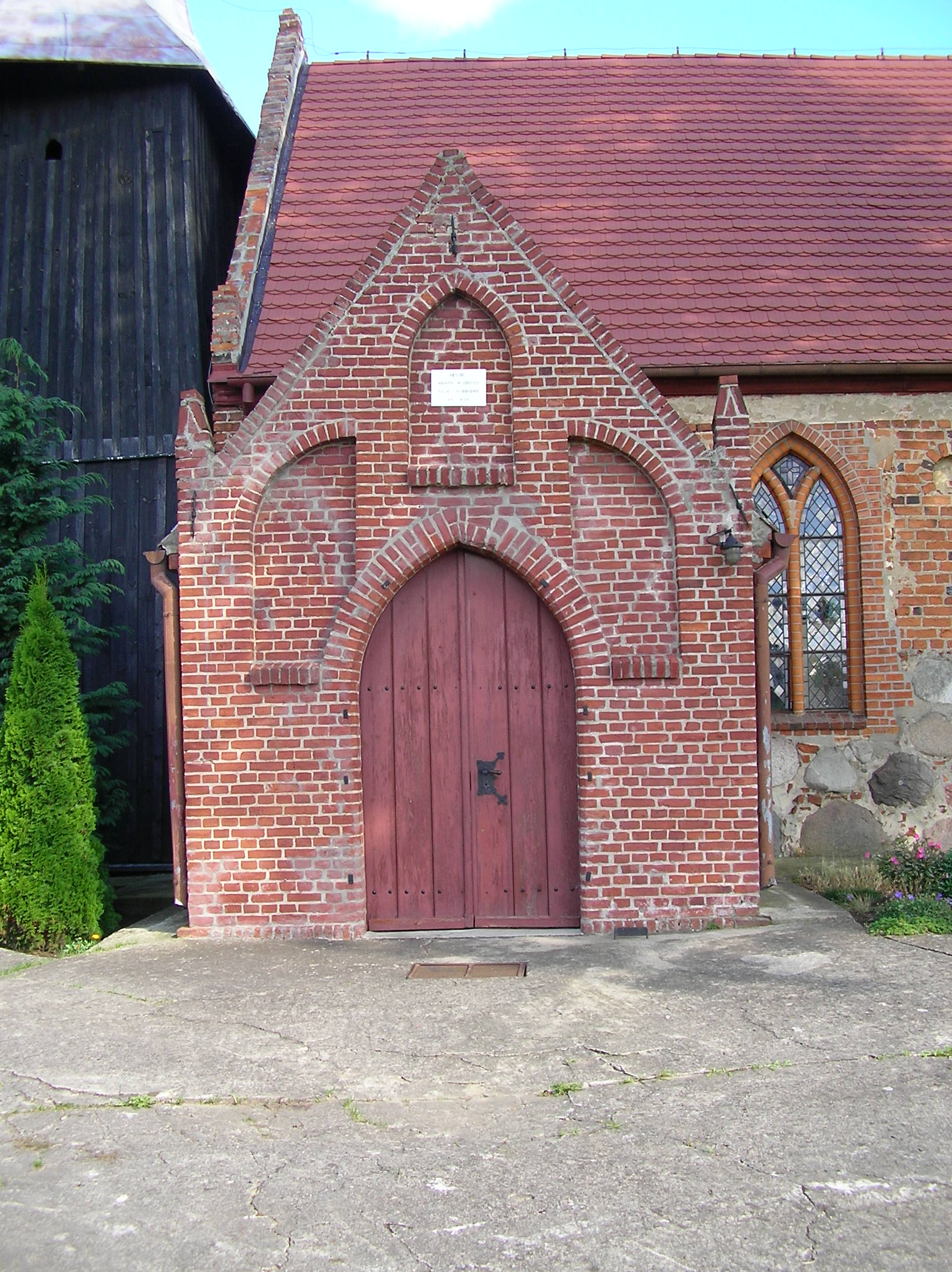
Portal wejściowy